# Пурнелл, Дженнифер
Дженнифер Пурнелл (англ. Jennifer (Jenny) R. (Rene) Pournelle; род. 1 апреля 1955, Сиэтл, Вашингтон) — американский археолог и антрополог, а также писательница, поэтесса, некогда офицер разведки армии США. Доктор философии (2003), заслуженный профессор-эмерит Южно-Каролинского университета.
Дочь Джерри Пурнеля.
С 1973 по 1977 училась в Университете штата Мичиган (бакалавр антропологии с отличием), а в 1987-89 — в Корнелле. В 2000—2003 занималась в Университете Калифорнии в Сан-Диего, доктор философии по антропологии и археологии. Последняя ученица Robert McCormick Adams Jr..
Проводила полевые работы в Малайзии, Италии, юго-восточной Турции, Иордании, Ираке, Грузии и Азербайджане.
Также автор художественной литературы. Её первый роман, в жанре социальной научной фантастики, вышел в 2010 как продолжение романа её отца и Ларри Нивена «Мошка в зенице господней». Публиковалась в Parnassus Literary Journal и Minerva. Автор Excavations (2011).
Жила в десяти штатах и восьми странах. Публиковалась в Journal of Anthropological Archaeology, IRAQ, Anatolica.